# Іспаська сільська рада
І́спаська сільська́ ра́да — адміністративно-територіальна одиниця та орган місцевого самоврядування в Вижницькому районі Чернівецької області. Адміністративний центр — село Іспас.

## Загальні відомості
- Населення ради: 4 652 особи (станом на 2001 рік)

## Населені пункти
Сільській раді були підпорядковані населені пункти:
- с. Іспас
- с. Майдан

## Склад ради
Рада складалася з 20 депутатів та голови.
- Голова ради:
- Секретар ради: Токар Василина Миколаївна

### Керівний склад попередніх скликань
| Прізвище, ім'я, по батькові  | Основні відомості                                                 | Дата обрання   | Дата звільнення |
| ---------------------------- | ----------------------------------------------------------------- | -------------- | --------------- |
| Андрюк Михайло Іванович      | Сільський голова, 1967 року народження, освіта вища               | 26.03.2006     | 31.10.2010      |
| Андрюк Михайло Іванович      | Сільський голова, 1967 року народження, освіта вища, безпартійний | 31.10.2010     | 22.04.2014      |
| Годійчук Олексій Танасійович | Сільський голова                                                  | станом на 2016 |                 |

Примітка: таблиця складена за даними сайту Верховної Ради України

### Депутати
За результатами місцевих виборів 2010 року депутатами ради стали:

#### За суб'єктами висування
| Суб'єкт висування                                       | Кількість обраних депутатів | %  |
| ------------------------------------------------------- | --------------------------- | -- |
| Самовисування                                           | 10                          | 50 |
| Українська Народна Партія                               | 7                           | 35 |
| Політична партія Всеукраїнське об'єднання «Батьківщина» | 3                           | 15 |

#### За округами
| № округу                                                | Прізвище, ім'я, по батькові  | Дата визнання обраним | Освіта           | Партійна приналежність                        | Відомості про обраного депутата                          |
| ------------------------------------------------------- | ---------------------------- | --------------------- | ---------------- | --------------------------------------------- | -------------------------------------------------------- |
| Політична партія Всеукраїнське об'єднання «Батьківщина» |                              |                       |                  |                                               |                                                          |
| 8                                                       | Мазуряк Ніна Орестівна       | 01.11.2010            | вища             | позапартійна                                  | Іспаська загальноосвітня школа І-ІІІ ст., директор школи |
| 17                                                      | Григоряк Ольга Іванівна      | 01.11.2010            | вища             | позапартійна                                  | приватний підприємець                                    |
| 20                                                      | Гафюк Степан Горгійович      | 01.11.2010            | середня          | член Всеукраїнського об'єднання «Батьківщина» | приватний підприємець                                    |
| Українська Народна Партія                               |                              |                       |                  |                                               |                                                          |
| 2                                                       | Долинчук Василь Степанович   | 01.11.2010            | вища             | позапартійний                                 | ВАТ «Вижницьке РТП», голова правління                    |
| 5                                                       | Ватрич Костянтин Ілліч       | 01.11.2010            | середня          | позапартійний                                 | тимчасово не працює                                      |
| 10                                                      | Мазуряк Михайло Миколайович  | 01.11.2010            | вища             | член Української Народної Партії              | Іспаська загальноосвітня школа І-ІІІ ст., вчитель        |
| 11                                                      | Кудрик Петро Ілліч           | 01.11.2010            | середня          | позапартійний                                 | приватний підприємець                                    |
| 15                                                      | Беженар Микола Степанович    | 01.11.2010            | вища             | член Української Народної Партії              | Сторожинецький МУВТ, інженер                             |
| 18                                                      | Токар Василина Миколаївна    | 01.11.2010            | вища             | позапартійна                                  | Іспаська загальноосвітня школа І-ІІ ст., вчитель         |
| 19                                                      | Токар Юрій Петрович          | 01.11.2010            | середня          | член Української Народної Партії              | приватний підприємець                                    |
| Самовисування                                           |                              |                       |                  |                                               |                                                          |
| 1                                                       | Лучик Юрій Костянтинович     | 01.11.2010            | середня          | позапартійний                                 | тимчасово не працює                                      |
| 3                                                       | Фуштей Ганна Михайлівна      | 01.11.2010            | вища             | позапартійна                                  | Іспаська дошкільна установа, завідувачка                 |
| 4                                                       | Труфин Олексій Петрович      | 01.11.2010            | вища             | позапартійний                                 | Вижницька ДПІ, спеціаліст                                |
| 6                                                       | Гакман Віталій Георгійович   | 01.11.2010            | вища             | позапартійний                                 | тимчасово не працює                                      |
| 7                                                       | Катеринчук Іван Іванович     | 01.11.2010            | середня          | позапартійний                                 | приватний підприємець                                    |
| 9                                                       | Денис Олексій Георгійович    | 01.11.2010            | вища             | позапартійний                                 | Іспаська сільська рада, інженер-землевпорядник           |
| 12                                                      | Чернецький Михайло Романович | 01.11.2010            | незакінчена вища | позапартійний                                 | приватний підприємець                                    |
| 13                                                      | Лучко Анатолій Дмитрович     | 01.11.2010            | середня          | позапартійний                                 | тимчасово не працює                                      |
| 14                                                      | Якимюк Микола Дмитрович      | 01.11.2010            | вища             | член Соціалістичної партії України            | ТРК ПП «Лукойл Україна», оператор                        |
| 16                                                      | Кордяк Василина Іллівна      | 01.11.2010            | вища             | позапартійна                                  | приватний підприємець                                    |

## Населення
Згідно з переписом УРСР 1989 року чисельність наявного населення сільської ради становила 4587 осіб, з яких 2188 чоловіків та 2399 жінок.
За переписом населення України 2001 року в сільській раді мешкало 4655 осіб.

### Мова
Розподіл населення за рідною мовою за даними перепису 2001 року:
| Мова       | Відсоток |
| ---------- | -------- |
| українська | 99,57 %  |
| російська  | 0,37 %   |
| білоруська | 0,02 %   |
| болгарська | 0,02 %   |